# Sowin (województwo opolskie)
Sowin (niem. Annahof, do 1936 r. Sabine) – wieś w Polsce, położona w województwie opolskim, w powiecie nyskim, w gminie Łambinowice.

## Nazwa
10 czerwca 1936 r. w miejsce nazwy Sabine wprowadzono nazwę Annahof. 12 listopada 1946 r. nadano miejscowości polską nazwę Sowin. 

## Historia
Od końca XVIII w. wieś posiadała pieczęć gminną, na której wizerunku przedstawiono dwa skrzyżowane topory oraz powyżej nich dwa skrzyżowane cepy, nad narzędziami trzy kwiaty. W 1933 r. w miejscowości mieszkało 749 osób, a w 1939 r. – 806 osób. 